# Barla Szabó József (lelkész)
Barla Szabó József (Csokonyavisonta, 1841. október 1. – Nagyatád, 1889. február 11.) református lelkész, országgyűlési képviselő. Fia Barla Szabó József orvos, országgyűlési képviselő.

## Élete
A régi nemes Barla Szabó család sarja, melynek ősi fészke Géberjénben, Szatmár vármegye van.
A középiskolát Csurgón, Debrecenben és Sopronban, a teológiát Kecskeméten és Budapesten végezte. 1862-ben a belsősomogyi református egyházmegye segédlelkészei közé vették fel. 1868-ban Kisasszondon adminisztrátorrá, 1869-ben Kutason rendes lelkésszé lett, ahonnan szülőföldjére, Csokonyavisontára (Visontára, ami 1835 óta a gróf Széchenyi család erdőcsokonyai uradalmához tartozik) hívták lelkésznek. A Somogyvármegyei Régészeti és Történelmi Társulat megszervezésében, illetve megalakításában jelentékeny része volt; a társulatnak jegyzője, titkára, majd alelnöke gyanánt működött. 1884-ben a nagyatádi kerület országgyűlési képviselőjévé választotta függetlenségi párti programmal.
“A nagy eszmék, nagy dolgok, ha százakat foglalkoztatnak is, rendszerint egyesektől szoktak kiindulni. Igy történt ez nálunk is. Azon derék s általunk nagyra becsült férfiu, kinek elméjében a somogyvármegyei régészeti s történelmi társulat felállitásának eszméje megszületett, volt szerémi herczeg Odescalchi Arthur, országgyűlési képviselő ur, akkor somogyvármegyei nagybirtokos; ő mindjárt elég szerencsés volt nagytiszteletü Barla Szabó József visontai reform. lelkész urban az eszme megtestesítésére oly ügyes segédkézre szert tenni, ki a szép eszmét valósitotta is.” — Melhárd Gyula tanár, testületi titkár [A somogyvármegyei régészeti s történelmi társulat évkönyve 1879-1880-1881]
Szerepe a Somogyvármegyei Régészeti és Történelmi Társulat létrejöttében
A társaság 1877. november 5-én tartotta első értekezletét, ahol kimondták a “Somogyvármegyei Régészeti és Történelmi Társulat” megalakulását, jegyzőjének nagytiszteletű nemes Barla Szabó József visontai lelkészt, valamit ideiglenes elnöknek Sárközy Titusz kisasszondi földbirtokost választották meg. Hozzájuk csatlakozott alapítóként szerémi herceg Odescalchi Artúr, hogy az egylet alapszabályát előkészítsék. Az 1877. december 17-én megtartott gyűlésen megállapított alapszabályzatot felterjesztették a magyar királyi belügyminisztériumhoz, melyet (1878. november 4-i módosítások után) végül csak 1879. január 12-én Tisza Kálmán belügyminiszter (és egyben akkori miniszterelnök) megbízásából gróf Zichy-Ferraris Viktor belügyi államtitkár aláírásával hitelesített. A tisztkar összeállítására 1879. május 5-én került sor, ahol Barla Szabó Józsefet a társulat első titkárává választották. 1880. november 1-én tartották a társulat első ünnepélyes nagygyűlését, ns. Barla Szabó ekkor lett a Somogyvármegyei Régészeti és Történelmi Társulat alelnöke.

## Munkái
- Magyar mező- és erdőgazdasági tisztek helyzete. Bpest, 1875

Egyházi és politikai lapokban számos cikke jelent meg.